# William Ponsonby

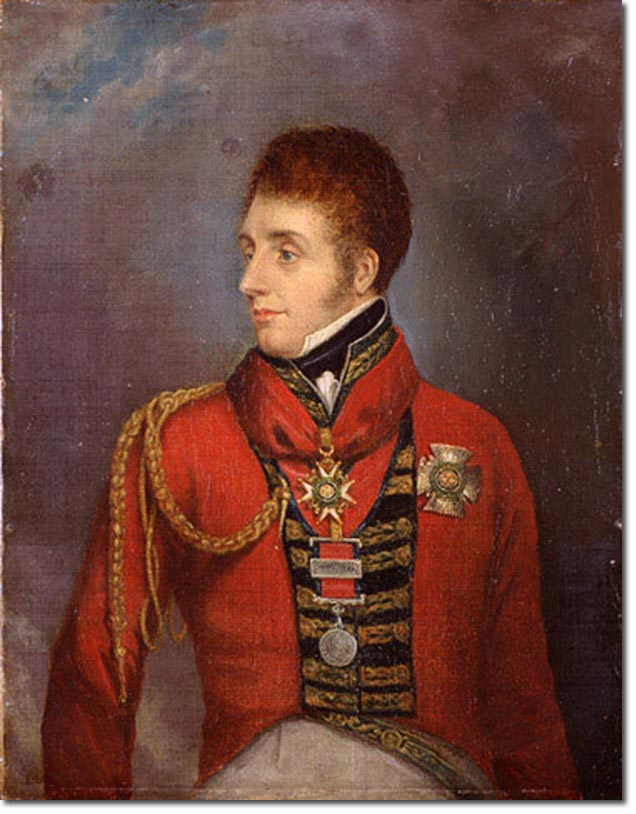
Major-General Sir William Ponsonby

Hon. Sir William Ponsonby KCB (* 1772 in Irland; † 18. Juni 1815 bei Waterloo) war ein britischer General.

## Leben
Er war der zweite Sohn des Politikers William Ponsonby, 1. Baron Ponsonby (1744–1806), aus dessen Ehe mit Hon. Louisa Molesworth (1749–1824), Tochter des Field Marshal Richard Molesworth, 3. Viscount Molesworth.
Von 1796 bis 1798 war er als Tory-Abgeordneter für Bandonbridge im County Cork und ab 1798 für Fethard im County Tipperary Mitglied des irischen House of Commons. Mit der Auflösung des irischen Parlaments im Rahmen des Act of Union 1800 verlor er seinen Parlamentssitz. 1812 wurde er als Abgeordneter für Londonderry ins britische House of Commons gewählt und hatte dieses Mandat bis zu seinem Tod inne.
Parallel zu seiner politischen Karriere diente er als Offizier in der British Army, nahm als Kommandeur der 5th Dragoon Guards am Peninsular War teil, stieg dabei bis in den Rang eines Major-General auf und wurde 1815 als Knight Commander des Order of the Bath (KCB) ausgezeichnet.
Als Kommandeur der 2. (schweren) Brigade (Union Brigade) der Reserve-Kavallerie (Lord Uxbridge) führte er in der Schlacht bei Waterloo die Gegenattacke gegen die Infanterie des 1. französischen Korps des Generals Jean-Baptiste Drouet d’Erlon. Beim darauffolgenden Gegenangriff französischer Kavallerieeinheiten fiel er. Er war nicht auf seinem besten Pferd in die Schlacht geritten. Von der ungeregelt durchgehenden Attacke der Royal Scots Greys mitgerissen, war sein Pferd schließlich zu erschöpft, um ihn noch aus der Reichweite des 4e régiment de chevau-légers lanciers tragen zu können und denen er schließlich zum Opfer fiel. John Keegan schrieb, Ponsonby sei wegen falscher Sparsamkeit gefallen.

## Ehe und Nachkommen
Am 26. Januar 1807 hatte er Hon. Georgiana Fitzroy († 1835), Tochter des Lieutenant-General Charles FitzRoy, 1. Baron Southampton. Mit ihr hatte er vier Töchter und einen postumen Sohn:
- William Ponsonby, 3. Baron Ponsonby (1816–1861);
- Hon. Anne-Louisa Ponsonby († 1863), ⚭ 1832 William Tighe Hamilton;
- Hon. Charlotte Georgiana Ponsonby († 1883), ⚭ (1) 1834 John Horace Thomas Stapleton (vor 1799–1836), Lieutenant-Colonel der British Army, ⚭ (2) 1838 Sir Charles Talbot (1801–1876), Rear-Admiral der Royal Navy;
- Mary Elizabeth Ponsonby († 1838), ⚭ 1835 Rev. Henry George Talbot, Pfarrer von Michel Troye in Gloucestershire;
- Frances Isabella Ponsonby († 1845), ⚭ Rev. Hyde Wyndham Beadon, Pfarrer von Latton in Wiltshire.